# Alexandra Louis-Marie
Alexandra Louis-Marie, född 3 mars 1996, är en fransk fäktare som vid OS 2024 ingick i det franska laget som tog silver i värja.
Vid VM 2025 i Tbilisi tog Louis-Marie guld i lagtävlingen i värja tillsammans med Marie-Florence Candassamy, Lauren Rembi och Éloïse Vanryssel.